# La Unió (sa Botigueta)
La Unió és una societat cultural i esportiva de Sóller (Mallorca, Illes Balears, Espanya). Des dels seus inicis ha estat coneguda popularment com a Sa Botigueta. El seu president, des de l'any 2011, és Amador Castanyer Noguera
La Societat va néixer com a fruit de la fusió de dues societats existents anteriorment: La Torre, fundada l'any 1887, i el Círculo Recreativo, que s'unificaren l'any 1893 per constituir el casino La Unión. Inicialment enfocada a activitats purament recreatives, amb el pas del temps la Societat ha anat derivant cap a activitats culturals i esportives.
Actualment, sa Botigueta manté dues seccions en competició oficial:
- Billar, a través del Club Billar Sóller
- Futbol d'Empresa, amb un equip de Futbol 7[3]